# Lijst van Nederlandse deelnemers aan de Olympische Zomerspelen van 2012
Deze lijst van Nederlandse deelnemers aan de Olympische Zomerspelen 2012 in Londen geeft een overzicht van de sporters die hebben deelgenomen aan de Spelen. Het totale aantal van 175 sporters (exclusief reserves).
| Olympiër                               | Sport        | Onderdeel                                     | Ervaring  |
| -------------------------------------- | ------------ | --------------------------------------------- | --------- |
| Chantal Achterberg                     | Roeien       | acht met stuurman                             | debutant  |
| Marilyn Agliotti                       | Hockey       | Hockeyploeg dames                             | 3e spelen |
| Naomi van As                           | Hockey       | Hockeyploeg dames                             | 2e spelen |
| Sander Baart                           | Hockey       | Hockeyploeg heren                             | debutant  |
| Billy Bakker                           | Hockey       | Hockeyploeg heren                             | debutant  |
| Marcel Balkestein                      | Hockey       | Hockeyploeg heren                             | debutant  |
| Claudia Belderbos                      | Roeien       | acht met stuurman                             | debutant  |
| Lobke Berkhout                         | Zeilen       | 470                                           | 2e spelen |
| Annemieke Bes                          | Zeilen       | elliot 6m klasse                              | 3e spelen |
| Raymon van der Biezen                  | Wielersport  | bmx                                           | 2e spelen |
| Merel de Blaey                         | Hockey       | Hockeyploeg dames                             | debutant  |
| Rogier Blink                           | Roeien       | acht met stuurman                             | 2e spelen |
| Lars Boom                              | Wielersport  | wegwedstrijd tijdrit                          | debutant  |
| Marcelien Bos-De Koning                | Zeilen       | elliot 6m klasse                              | 2e spelen |
| Edith Bosch                            | Judo         | -70kg                                         | 4e spelen |
| Carline Bouw                           | Roeien       | acht met stuurman                             | debutant  |
| Marit Bouwmeester                      | Zeilen       | laser radial klasse                           | debutant  |
| Roel Braas                             | Roeien       | acht met stuurman                             | debutant  |
| Nadine Broersen                        | Atletiek     | zevenkamp                                     | debutant  |
| Erik Cadée                             | Atletiek     | Discuswerpen                                  | debutant  |
| Maaike Caelers                         | Triatlon     | vrouwen                                       | debutant  |
| Giovanni Codrington                    | Atletiek     | 4 x 100 meter estafette                       | debutant  |
| Adelinde Cornelissen met Parzival      | Paardensport | Dressuurteam Individueel                      | debutant  |
| Kalle Coster                           | Zeilen       | 470                                           | 3e spelen |
| Sven Coster                            | Zeilen       | 470                                           | 3e spelen |
| Inge Dekker                            | Zwemmen      | 100m vlinder 4x100m vrij 4x100m wissel        | 3e spelen |
| Ellen van Dijk                         | Wielersport  | ploegenachtervolging wegwedstrijd tijdrit     | debutant  |
| Carlien Dirkse van den Heuvel          | Hockey       | Hockeyploeg dames                             | debutant  |
| Dion Dreesens                          | Zwemmen      | 4x100m wissel                                 | debutant  |
| Nick Driebergen                        | Zwemmen      | 100m vrij rug 4x100m wissel                   | 2e spelen |
| Dex Elmont                             | Judo         | -73kg                                         | 2e spelen |
| Guillaume Elmont                       | Judo         | -81kg                                         | 3e spelen |
| Birgit Ente                            | Judo         | -48kg                                         | debutant  |
| Floris Evers                           | Hockey       | Hockeyploeg heren                             | 2e spelen |
| Edward Gal met Glock's Undercover      | Paardensport | Dressuurteam Individueel                      | debutant  |
| Margot van Geffen                      | Hockey       | Hockeyploeg dames                             | debutant  |
| Twan van Gendt                         | Wielersport  | bmx                                           | debutant  |
| Céline van Gerner                      | Gymnastiek   | Turnen#De toestellen                          | debutant  |
| Sophie van Gestel                      | Volleybal    | beach                                         | debutant  |
| Robert Gesink                          | Wielersport  | wegwedstrijd                                  | 2e spelen |
| Maartje Goderie                        | Hockey       | Hockeyploeg dames                             | 2e spelen |
| Eva de Goede                           | Hockey       | Hockeyploeg dames                             | 2e spelen |
| Jelle van Gorkom                       | Wielersport  | bmx                                           | debutant  |
| Renée Groeneveld                       | Zeilen       | elliot 6m klasse                              | debutant  |
| Henk Grol                              | Judo         | -100kg                                        | 2e spelen |
| Sytske de Groot                        | Roeien       | acht met stuurman                             | debutant  |
| Anky van Grunsven met Salinero         | Paardensport | Dressuurteam Individueel                      | 7e spelen |
| Loes Gunnewijk                         | Wielersport  | wegwedstrijd tijdrit                          | debutant  |
| Annemiek de Haan                       | Roeien       | acht met stuurman                             | 3e spelen |
| Robin Haase                            | Tennis       | enkelspel dubbelspel                          | debutant  |
| Sjoerd Hamburger                       | Roeien       | acht met stuurman                             | 2e spelen |
| Maaike Head                            | Roeien       | lichte dubbeltwee                             | debutant  |
| Femke Heemskerk                        | Zwemmen      | 100m vrij 200m vrij 4x100m vrij 4x100m wissel | 2e spelen |
| Andrew Heffernan met Millthyme Corolla | Paardensport | Eventingteam Individueel                      | debutant  |
| Tim Heijbrock                          | Roeien       | lichte-vier-zonder-stuurman                   | debutant  |
| Levi Heimans                           | Wielersport  | ploegenachtervolging                          | 3e spelen |
| Peter Hellenbrand                      | Schietsport  | 10 m luchtgeweer                              | debutant  |
| Kaj Hendriks                           | Roeien       | vier-zonder-stuurman                          | debutant  |
| Yvonne Hijgenaar                       | Wielersport  | teamsprint                                    | 3e spelen |
| Rogier Hofman                          | Hockey       | Hockeyploeg heren                             | debutant  |
| Ellen Hogerwerf                        | Roeien       | dubbeltwee                                    | debutant  |
| Ellen Hoog                             | Hockey       | Hockeyploeg dames                             | 2e spelen |
| Robert van der Horst                   | Hockey       | Hockeyploeg heren                             | 2e spelen |
| Rudi van Houts                         | Wielersport  | mountainbike                                  | 2e spelen |
| Marc Houtzager met Sterrehof's Tamino  | Paardensport | Springenteam Springen                         | 2e spelen |
| Jenning Huizenga                       | Wielersport  | ploegenachtervolging                          | 2e spelen |
| Marleen van Iersel                     | Volleybal    | beach                                         | debutant  |
| Inge Janssen                           | Roeien       | dubbeltwee                                    | debutant  |
| Monique Jansen                         | Atletiek     | Discuswerpen                                  | debutant  |
| Tim Jenniskens                         | Hockey       | Hockeyploeg heren                             | debutant  |
| Wouter Jolie                           | Hockey       | Hockeyploeg heren                             | debutant  |
| Kelly Jonker                           | Hockey       | Hockeyploeg dames                             | debutant  |
| Willy Kanis                            | Wielersport  | teamsprint keirin                             | 2e spelen |
| Sanne Keizer                           | Volleybal    | beach                                         | debutant  |
| Robbert Kemperman                      | Hockey       | Hockeyploeg heren                             | debutant  |
| Hilda Kibet                            | Atletiek     | Marathon                                      | 2e spelen |
| Nienke Kingma                          | Roeien       | acht met stuurman                             | 2e spelen |
| Lornah Kiplagat                        | Atletiek     | Marathon                                      | 3e spelen |
| Rachel Klamer                          | Triatlon     | vrouwen                                       | debutant  |
| Jozef Klaassen                         | Roeien       | acht met stuurman                             | 2e spelen |
| Meindert Klem                          | Roeien       | twee-zonder-stuurman                          | 2e spelen |
| Job Kienhuis                           | Zwemmen      | 1500m vrij                                    | debutant  |
| Ruben Knab                             | Roeien       | vier-zonder-stuurman                          | debutant  |
| Vera Koedooder                         | Wielersport  | ploegenachtervolging                          | debutant  |
| Ranomi Kromowidjojo                    | Zwemmen      | 50m vrij 100m vrij 4x100m vrij 4x100m wissel  | 2e spelen |
| Kim Lammers                            | Hockey       | Hockeyploeg dames                             | debutant  |
| Sebastian Langeveld                    | Wielersport  | wegwedstrijd                                  | debutant  |
| Robert Lathouwers                      | Atletiek     | 800m                                          | 2e spelen |
| Rea Lenders                            | Gymnastiek   | Trampolinespringen                            | debutant  |
| Li Jiao                                | Tafeltennis  | enkelspel team                                | 2e spelen |
| Li Jie                                 | Tafeltennis  | enkelspel team                                | 2e spelen |
| Roeland Lievens                        | Roeien       | lichte-vier-zonder-stuurman                   | debutant  |
| Bastiaan Lijesen                       | Zwemmen      | 100m rug 4x100m wissel                        | debutant  |
| Tim Lips met Concrex Oncarlos          | Paardensport | Eventingteam Individueel                      | 2e spelen |
| Eva Lubbers                            | Atletiek     | 4 x 100 meter estafette                       | debutant  |
| Patrick van Luijk                      | Atletiek     | 4 x 100 meter estafette                       | 2e spelen |
| Caia van Maasakker                     | Hockey       | Hockeyploeg dames                             | debutant  |
| Kitty van Male                         | Hockey       | Hockeyploeg dames                             | debutant  |
| Brian Mariano                          | Atletiek     | 4 x 100 meter estafette                       | debutant  |
| Churandy Martina                       | Atletiek     | 100m 200m 4 x 100 meter estafette             | 3e spelen |
| Patrick van der Meer met Uzzo          | Paardensport | Individueel                                   | debutant  |
| Madelein Meppelink                     | Volleybal    | beach                                         | debutant  |
| Boaz Meylink                           | Roeien       | vier-zonder-stuurman                          | debutant  |
| Tommy Mollet                           | Taekwondo    | tot 80 kg                                     | debutant  |
| Jeroen Mooren                          | Judo         | -60kg                                         | debutant  |
| Tycho Muda                             | Roeien       | lichte-vier-zonder-stuurman                   | debutant  |
| Vincent Muda                           | Roeien       | lichte-vier-zonder-stuurman                   | debutant  |
| Teun Mulder                            | Wielersport  | keirin                                        | 3e spelen |
| Moniek Nijhuis                         | Zwemmen      | 100m school 4x100m wissel                     | debutant  |
| Teun de Nooijer                        | Hockey       | Hockeyploeg heren                             | 5e spelen |
| Reinder Nummerdor                      | Volleybal    | beach                                         | 4e spelen |
| Maartje Paumen                         | Hockey       | Hockeyploeg dames                             | 2e spelen |
| Elaine Pen met Vira                    | Paardensport | Eventingteam Individueel                      | debutant  |
| Amy Pieters                            | Wielersport  | ploegenachtervolging                          | debutant  |
| Sophie Polkamp                         | Hockey       | Hockeyploeg dames                             | 2e spelen |
| Pieter-Jan Postma                      | Zeilen       | finn klasse                                   | 2e spelen |
| Roline Repelaer van Driel              | Roeien       | acht met stuurman                             | 2e spelen |
| Dorian van Rijsselberghe               | Zeilen       | RS:X klasse                                   | debutant  |
| Jean-Julien Rojer                      | Tennis       | dubbelspel                                    | debutant  |
| Sharon van Rouwendaal                  | Zwemmen      | 100m rug 200m rug 4x100m wissel               | debutant  |
| Jamile Samuel                          | Atletiek     | 4 x 100 meter estafette                       | debutant  |
| Rutger van Schaardenburg               | Zeilen       | laser klasse                                  | 2e spelen |
| Anne Schellekens                       | Roeien       | acht met stuurman                             | debutant  |
| Dafne Schippers                        | Atletiek     | 200m zevenkamp 4 x 100 meter estafette        | debutant  |
| Hinkelien Schreuder                    | Zwemmen      | 4x100m vrij                                   | 2e spelen |
| Gerco Schröder met London              | Paardensport | Springenteam Springen                         | 3e spelen |
| Richard Schuil                         | Volleybal    | beach                                         | 5e spelen |
| Gregory Sedoc                          | Atletiek     | 110 meter horden                              | 3e spelen |
| Olivier Siegelaar                      | Roeien       | acht met stuurman                             | 2e spelen |
| Rianne Sigmond                         | Roeien       | lichte dubbeltwee                             | debutant  |
| Eelco Sintnicolaas                     | Atletiek     | Tienkamp                                      | debutant  |
| Diederik Simon                         | Roeien       | acht met stuurman                             | 5e spelen |
| Nanne Sluis                            | Roeien       | twee-zonder-stuurman                          | debutant  |
| Rutger Smith                           | Atletiek     | Kogelstoten Discuswerpen                      | 3e spelen |
| Laura Smulders                         | Wielersport  | bmx                                           | debutant  |
| Joyce Sombroek                         | Hockey       | Hockeyploeg dames                             | debutant  |
| Mitchel Steenman                       | Roeien       | acht met stuurman                             | 2e spelen |
| Lennart Stekelenburg                   | Zwemmen      | 100m vrij school 4x100m wissel                | debutant  |
| Jaap Stockmann                         | Hockey       | Hockeyploeg heren                             | debutant  |
| Wim Stroetinga                         | Wielersport  | ploegenachtervolging                          | 2e spelen |
| Niki Terpstra                          | Wielersport  | wegwedstrijd                                  | 2e spelen |
| Elena Timina                           | Tafeltennis  | team                                          | 2e spelen |
| Kadene Vassell                         | Atletiek     | 4 x 100 meter estafette                       | debutant  |
| Jacobine Veenhoven                     | Roeien       | acht met stuurman                             | debutant  |
| Luuk Verbij                            | Judo         | +100kg                                        | debutant  |
| Marleen Veldhuis                       | Zwemmen      | 50m vrij 4x100m vrij 4x100m wissel            | 3e spelen |
| Tim Veldt                              | Wielersport  | ploegenachtervolging                          | 2e spelen |
| Matthijs Vellenga                      | Roeien       | acht met stuurman                             | 3e spelen |
| Rick van der Ven                       | Boogschieten | individueel                                   | debutant  |
| Valentin Verga                         | Hockey       | Hockeyploeg heren                             | debutant  |
| Marhinde Verkerk                       | Judo         | -78kg                                         | debutant  |
| Joeri Verlinden                        | Zwemmen      | 100m vlinder 4x100m wissel                    | debutant  |
| Klaas Vermeulen                        | Hockey       | Hockeyploeg heren                             | debutant  |
| Sebastiaan Verschuren                  | Zwemmen      | 100m vrij 200m vrij 4x100m wissel             | debutant  |
| Mechiel Versluis                       | Roeien       | vier-zonder-stuurman                          | debutant  |
| Bas Verwijlen                          | Schermen     | degen                                         | 2e spelen |
| Michael Vingerling                     | Wielersport  | ploegenachtervolging                          | debutant  |
| Annemiek van Vleuten                   | Wielersport  | wegwedstrijd                                  | debutant  |
| Maikel van der Vleuten met Verdi       | Paardensport | Springenteam Springen                         | debutant  |
| Bob de Voogd                           | Hockey       | Hockeyploeg heren                             | debutant  |
| Marianne Vos                           | Wielersport  | wegwedstrijd tijdrit                          | 2e spelen |
| Ingmar Vos                             | Atletiek     | Tienkamp                                      | debutant  |
| Jur Vrieling met Bubalu                | Paardensport | Springenteam Springen                         | debutant  |
| Mink van der Weerden                   | Hockey       | Hockeyploeg heren                             | debutant  |
| Lidewij Welten                         | Hockey       | Hockeyploeg dames                             | 2e spelen |
| Lisa Westerhof                         | Zeilen       | 470                                           | 2e spelen |
| Roderick Weusthof                      | Hockey       | Hockeyploeg heren                             | 2e spelen |
| Kirsten Wild                           | Wielersport  | omnium ploegenachtervolging                   | debutant  |
| Elisabeth Willeboordse                 | Judo         | -63kg                                         | 2e spelen |
| Sander de Wijn                         | Hockey       | Hockeyploeg heren                             | debutant  |
| Yao Jie                                | Badminton    | enkelspel                                     | 2e spelen |
| Epke Zonderland                        | Gymnastiek   | Brug Rekstok                                  | 2e spelen |